# David A. Reed
David A. Reed (Pittsburgh, 1880. december 21. – Sarasota, 1953. február 10.) az Amerikai Egyesült Államok szenátora (Pennsylvania, 1922–1935).